# 국제 스포츠 단지

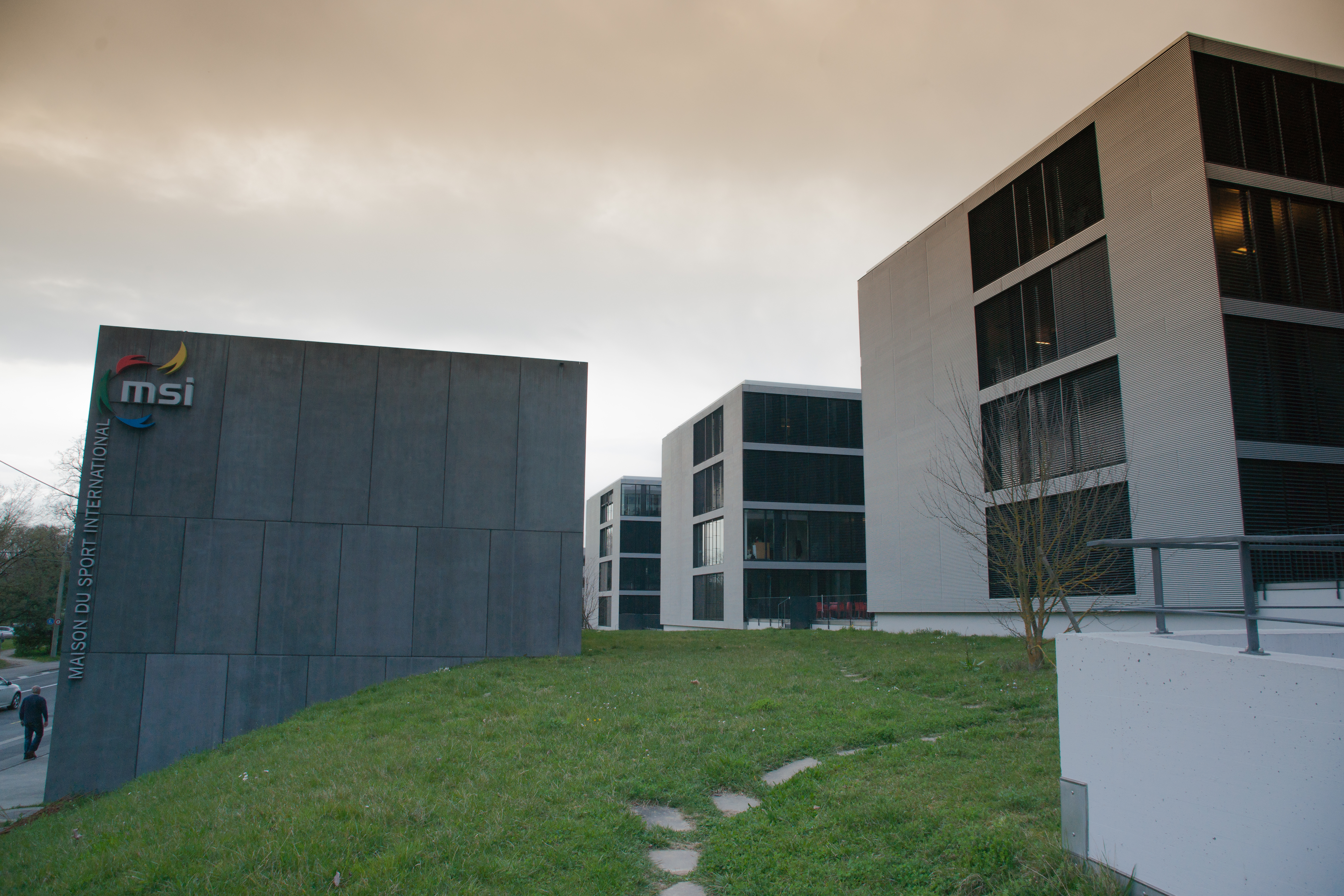
국제 스포츠 단지

국제 스포츠 단지(프랑스어: Maison du Sport International, 영어: International House of Sport)는 스위스 로잔에 위치한 스포츠 기구나 회사가 입주한 사무 단지이다.
종목별 국제 스포츠 연맹의 본부와 국제 올림픽 위원회(IOC)와의 접근성을 높여 서로 소통을 쉽게 하기 위한 목적으로 만들어졌으며 스포츠 연맹들의 본부를 로잔으로 옮기려고 유도한 것이다. 하지만 현대 기술의 발달로 접근성의 중요성이 떨어져서, 많은 기관들은 각 종목이 전통적으로 시행되던 곳에 본부를 두고 있다.